# Egylapkás rendszer

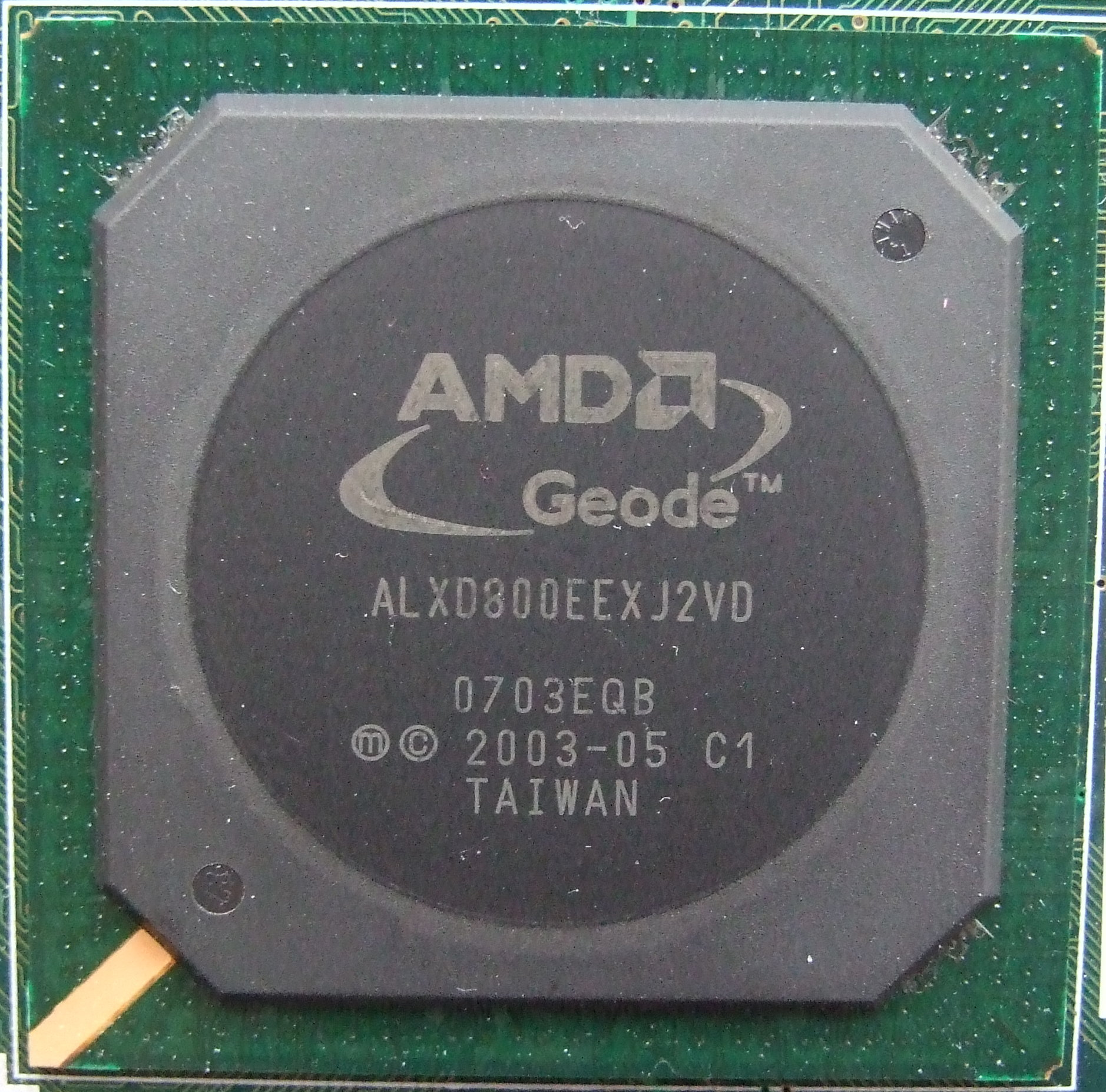
Az AMD Geode x86-kompatibilis egylapkás rendszer

Az egylapkás rendszer avagy angolul system on a chip vagy system on chip (rövidítve: SoC vagy SOC) olyan integrált áramkör (IC), amely egy számítógép vagy más elektronikai rendszer összes komponensét / összetevőjét egyetlen lapkára integrálva tartalmazza. Magyarul említik még egy alkatrészes rendszernek, egy alkatrészes megoldásnak is. Tartalmazhat digitális, analóg, kevert jelű és gyakran rádiófrekvenciás funkciókat, mindezt egyetlen lapka szubsztrátumára azaz hordozórétegére felépítve. A SoC áramkörök igen gyakoriak a mobil elektronikai eszközök piacán, ennek egyik oka a kis energiafogyasztás. Tipikus alkalmazásuk a beágyazott rendszerek területe.
A mikrovezérlőkkel való összehasonlításban ezek az eszközök a következő fokozatot képviselik. A mikrovezérlők tipikusan 100 KiB alatti (gyakran csak néhány KiB) RAM memóriát tartalmaznak és valóban egycsipes rendszerek, azonban az egylapkás rendszer – SoC – kifejezést a hatékonyabb processzorokra használják, amelyek akár a Windows vagy Linux operációs rendszerek asztali verzióihoz hasonló szoftverek futtatására is képesek, külső memóriára (flash, RAM) van szükségük a hatékony működéshez, és különféle külső perifériákat használnak. Röviden, a nagyobb rendszerekre alkalmazott egylapkás rendszer kifejezés inkább a technikai megvalósítást takaró hasonlat: célja az integráció fokának növelése a gyártási költségek csökkentése érdekében és a kisebb méretű rendszerek létrehozásának lehetővé tétele. Sok érdekes rendszer túlságosan összetett ahhoz, hogy egy, a rendszer csak egyik feladatára optimalizált folyamattal készülő lapkán elférjen.
Amikor egy alkalmazás megvalósítása nem lehetséges egycsipes rendszerben, alkalmazható ennek egyik alternatívája, a system in package (SiP), ami magyarul egytokos rendszer, egy tokba integrált rendszer, vagy csomagolt megoldás lehet. Ez egyetlen tokban ill. hordozóban összeszerelt több lapkát takar. Úgy gondolják, hogy nagyobb tételeknél a SoC áramkörök gyártása gazdaságosabb, mint a SiP, mert nagyobb a kibocsátás és egyszerűbb a tokozás.
Egy másik lehetőség például a felsőbb kategóriás mobiltelefonokban és a BeagleBoard-ban alkalmazott package on package módszer, amelyben az integrált áramköröket egymás tetejére szerelik a nyomtatott áramkör szerelése során. Ennek során az alkalmazott SoC csip processzort és számos digitális perifériát tartalmaz, ball grid csatlakozású tokozásban készül, felső és alsó csatlakozópontokkal. Az alsó részen a nyomtatott áramkörhöz és más perifériákhoz csatlakozik, a felső csatlakozók körben a memóriasínek csatlakozói, amelyekhez NAND flash és DDR2 RAM csipek csatlakozhatnak. Ilyen memóriacsomagok számos gyártótól beszerezhetők.

## Struktúra

Mikrovezérlő-alapú egylapkás rendszer

## Tervezési folyamat

Egylapkás rendszer tervezési folyamata

## Gyártás
A SoC csipek gyártására több technológia létezik, többek között:
- Full custom
- Standard cell
- FPGA

## Fordítás
Ez a szócikk részben vagy egészben  a   System on a chip című angol Wikipédia-szócikk ezen változatának fordításán alapul.  Az eredeti cikk szerkesztőit annak laptörténete sorolja fel. Ez a jelzés csupán a megfogalmazás eredetét és a szerzői jogokat jelzi, nem szolgál a cikkben szereplő információk forrásmegjelöléseként.